# オフィスフォーティエイト
株式会社オフィスフォーティエイト（英文社名：office48 Co., Ltd）は、東京都港区に本社を置く日本の持株会社である。2022年現在、株式会社One & Presence Holdings（ワンアンドプレゼンスホールディングス）に社名を変更している。

## 沿革・概要
2004年
- パーティーイベントやウェディング関連の人材派遣業、タレントマネジメントを主たる事業として芝幸太郎が東京都港区に設立する。

2005年
- 秋元康、窪田康志、電通らと共同で『秋葉原48プロジェクト』を発足し、オフィスフォーティエイトが秋葉原48制作委員会を運営する。
- AKB48が活動を始め、メンバーのマネジメント業務を開始する。
- 小林さくらが3代目東京タワーイメージガールに起用されたことを機に、2011年度まで当社から選出される。

2006年
- 秋葉原48制作委員会とAKB48劇場を運営していたが、AKS（現・Vernalossom）を設立してAKB48のグループ運営や管理業務を移管し、派遣業から撤退して所属タレントのマネジメントを中心とした芸能マネジメント会社となる。

2012年
- 芸能マネジメント事業を関連会社フレイヴ エンターテインメントへ移管し、日本国内外の関連会社を統括するホールディングカンパニーとなる。

### 事務所の所在地変遷
東京都港区海岸1-1-1 56F → 港区白金台5-4-7バルビゾン25 4F → 港区南青山7-10-3南青山STビル4F → 渋谷区神宮前2-34-17 → 港区南青山5-4-27バルビゾン104